# Karl Maka

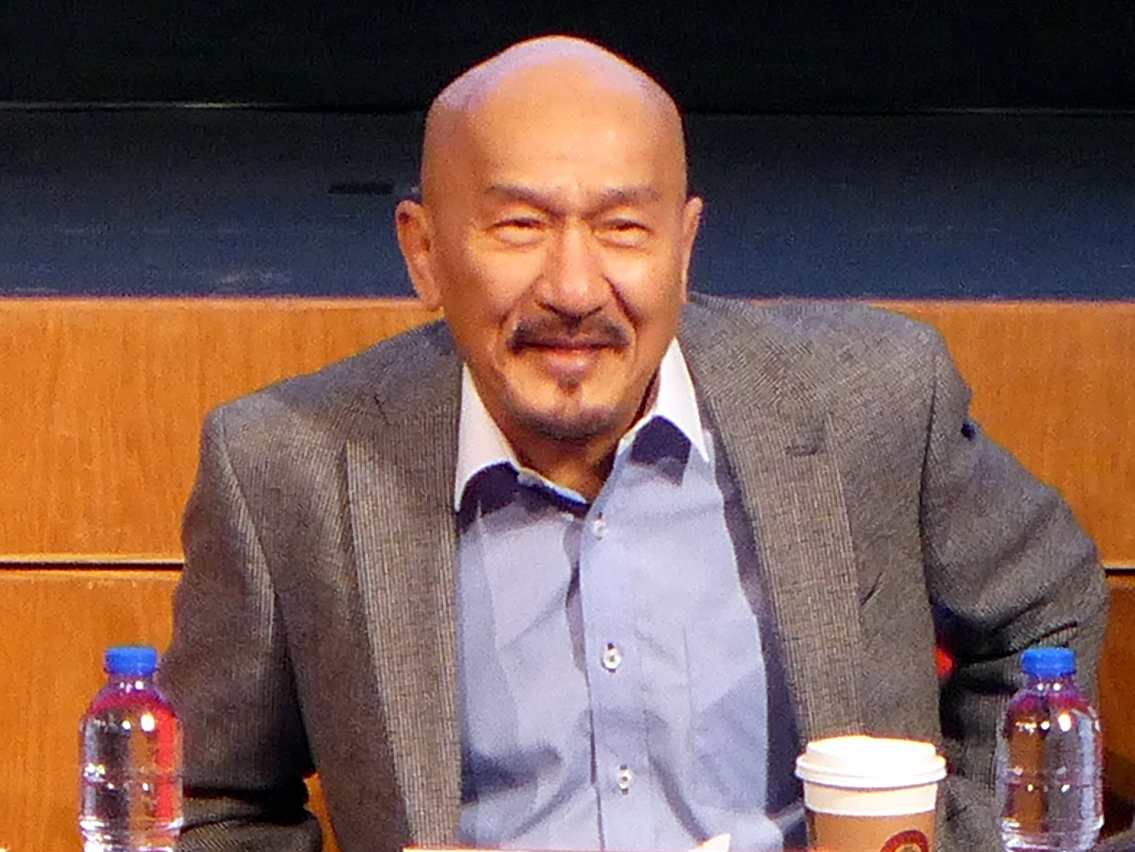
Karl Maka, 2016

Karl Maka (chinesisch 麥嘉 / 麦嘉, Pinyin Mài Jiā, Jyutping Mak6 Gaa1, kantonesisch Karl Mak Ka, geboren als 麥嘉尚 / 麦嘉尚,  Mài Jiāshàng, Jyutping Mak6 Gaa1soeng6, kantonesisch Mak Ka-sheung, *29. Februar 1944 in Taishan, Guangdong, China) ist ein aus Hongkong stammender US-amerikanischer Schauspieler, Regisseur, Drehbuchautor und Filmproduzent.

## Leben
Maka ist ein vorrangig im asiatischen Raum bekannter Schauspieler, der in einigen Filmen auch als Produzent fungierte. Seine Markenzeichen sind sein Äußeres – Glatze und Ziegenbart.
Seine bekannteste Rolle ist die des „Kodijack“ in der Actionkomödien-Reihe „Mad Mission“ mit Sam Hui, Sylvia Chang und Dean Shek, mit welcher er auch in Deutschland populär wurde. Zudem spielte er 1991 an der Seite von Sammo Hung in „Skinny Tiger – Der Dicke mit der schnellen Faust“ mit.
Maka produzierte eine lange Reihe von Filmen, so 1987 Prison on Fire von Regisseur Ringo Lam mit  Chow Yun Fat als Darsteller.
Ab dem Jahr 2000 zog er sich weitestgehend aus dem Filmgeschäft zurück. Für Sammo Hung machte er 2016 eine Ausnahme und spielte in dessen Film The Bodyguard zusammen mit Tsui Hark und Dean Shek in einer kleinen Nebenrolle mit.

## Filmografie (Auswahl)
- 1976: Sathesh (Drehbuch / Regie)
- 1977: He Has Nothing But Kung Fu (Darsteller)
- 1978: Winner Takes All (Drehbuch / Regie)
- 1979: Dirty Kung Fu (Darsteller)
- 1979: Dirty Tiger, Crazy Frog (Darsteller / Drehbuch / Regie)
- 1979: His Name Is Nobody (Darsteller / Regie)
- 1979: Iron Fists (Darsteller / Regie)
- 1979: Knockabout (Darsteller)
- 1979: Odd Couple (Cameo / Produzent)
- 1980: By Hook or by Crook (Darsteller / Regie)
- 1980: Crazy Crooks (Darsteller / Regie)
- 1980: The Victim (Darsteller / Produzent)
- 1981: All the Wrong Clues (Darsteller / Produzent)
- 1981: Beware of Pickpockets (Darsteller)
- 1981: Chasing Girls (Darsteller / Produzent / Regie)
- 1981: Laughing Times (Darsteller)
- 1981: Aces go Places / Mad Mission (Darsteller / Produzent)
- 1982: It Takes Two (Darsteller / Regie)
- 1982: Life After Life (Produzent)
- 1982: Aces go Places Part II / Mad Mission Teil 2 (Darsteller)
- 1983: Aces go Places Part III / Mad Mission Teil 3 (Darsteller)
- 1983; Esprit d’amour (Produzent)
- 1984: Lifeline Express (Produzent)
- 1984: The Occupant (Produzent)
- 1984: Merry Christmas (Darsteller)
- 1985: For Your Heart Only (Produzent)
- 1985: Aces go Places Part IV / Mad Mission Teil 4 (Darsteller / Drehbuch)
- 1986: Lucky Stars Go Places (Darsteller)
- 1987: Prison on Fire (Produzent)
- 1987: City on Fire / Cover Hard 2 (Produzent)
- 1987: The Thirty Million Dollar Rush (Regie / Darsteller / Drehbuch / Produzent)
- 1987: The Eighth Happiness (Cameo)
- 1988: School on Fire (Produzent)
- 1988: Tiger on the Beat / Born Hero Teil 2 (Produzent)
- 1989: Triads: The Inside Story (Produzent)
- 1989: Chicken a La Queen (Produzent)
- 1989: Aces go Places Part V / Mad Mission Teil 5 (Darsteller / Produzent)
- 1990: Skinny Tiger, Fatty Dragon (Darsteller / Produzent)
- 1990: Undeclared War (Produzent)
- 1990: Tiger on the Beat 2 (Produzent)
- 1990: The Banquet (Cameo)
- 1990: In the Lap of God (Produzent)
- 1991: The Magnificent Scoundrels (Darsteller / Produzent)
- 1991: Prison on Fire II (Produzent)
- 2000: Winner Takes All (Darsteller)
- 2003: Zen Master (Darsteller)
- 2016: The Bodyguard (Cameo)